# کریدور فیلادلفی
کریدور فیلادلفی (انگلیسی: Philadelphi Corridor) کریدور فیلادلفیا، محور فیلادلفیا، مسیر فیلادلفی یا محور صلاح‌الدین نام رمز اسرائیل برای نوار باریکی از زمین به عرض حدود ۱۰۰ متر و طول ۱۴ کیلومتر است که در امتداد کل مرز بین نوار غزه و مصر واقع شده است.
پس از خروج یکجانبه اسرائیل از نوار غزه در سال ۲۰۰۵، توافق فیلادلفی با مصر منعقد شد که به مصر اجازه می‌داد ۷۵۰ مرزبان را در امتداد این مسیر برای گشت‌زنی در مرز در سمت مصر مستقر کند. سمت فلسطینی مرز تا زمان تصرف توسط حماس در سال ۲۰۰۷ توسط تشکیلات خودگردان فلسطین کنترل می‌شد. اختیار مشترک گذرگاه مرزی رفح برای عبور محدود دارندگان کارت شناسایی فلسطینی و دیگران، به تشکیلات خودگردان فلسطین و مصر واگذار شد.
یکی از اهداف مسیر فیلادلفی جلوگیری از جابجایی مواد غیرقانونی (از جمله سلاح و مهمات) و افراد بین مصر و نوار غزه بود.